# Hey, Hey, Rise Up!
Hey, Hey, Rise Up! (auch Hey Hey Rise Up) ist ein Song der britischen Rockband Pink Floyd. Die Single wurde in Zusammenarbeit mit dem ukrainischen Musiker Andrij Chlywnjuk am 8. April 2022 veröffentlicht. Die Erlöse sollen für humanitäre Zwecke in der Ukraine verwendet werden. Hierfür entschlossen sich David Gilmour und Nick Mason, den Namen Pink Floyd zu reaktivieren.

## Hintergrund

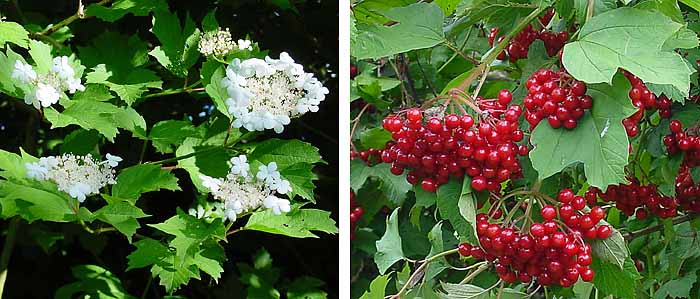
Blütenstände und Fruchtstände des besungenen Viburnum opulus

Andrij Chlywnjuk, Sänger der ukrainischen Rockband BoomBox, brach nach dem russischen Überfall auf die Ukraine eine Konzertreise in den USA ab und trat den ukrainischen Streitkräften bei, um seine Heimat zu verteidigen. Ende Februar nahm er in Kiew eine A-cappella-Version des Marsches Ой у лузі червона калина (Oh, roter Schneeball auf der Wiese) auf, den Stepan Tscharnezkyj 1914 für die Ukrainische Legion verfasst hatte. Das Video veröffentlichte er am 27. Februar auf Instagram, es wurde nachfolgend auch von offiziellen ukrainischen Accounts auf Twitter gepostet.
2015 war David Gilmour mit BoomBox in London aufgetreten, als Chlywnjuk aufgrund von Visaproblemen nicht nach Großbritannien einreisen konnte. Gemeinsam spielten sie vier Songs, darunter den Pink-Floyd-Klassiker Wish You Were Here für den nicht anwesenden Sänger.

## Entstehung und Artwork
Gilmour, Schwiegervater der ukrainischen Künstlerin Janina Pedan, war nach eigenen Angaben tief beeindruckt von Chlywnjuks Video auf Instagram und sah darin eine Chance, den Menschen in der Ukraine zu helfen. Für eine größere Reichweite entschloss er sich zusammen mit Nick Mason, den Bandnamen nach der Veröffentlichung des letzten Albums The Endless River (2014) erneut zu verwenden.
Die Aufnahmen zur Single erfolgten am 30. März 2022 in Gilmours Scheune, weitere Mitwirkende waren Gilmours langjähriger Tour-Bassist Guy Pratt sowie der britisch-indische Musiker Nitin Sawhney an den Keyboards. Für den Gesang nutzte man die vorherige Aufnahme von Chlywnjuk, der sich nach einer Verwundung im Kampf zu diesem Zeitpunkt in einem Krankenhaus in der Ukraine aufhielt. Gilmour spielte ihm am Telefon eine Rohfassung des Songs vor und Chlywnjuk gab sein Einverständnis für die Verwendung. Für das Intro verwendete Gilmour eine Aufnahme des ukrainischen Chors Werowka, der ebenfalls der Veröffentlichung zustimmte.
Das Cover der Single stammt vom kubanischen Künstler Yosan Leon. Es zeigt eine Sonnenblume, die ein inoffizielles Symbol der Ukraine ist. Für den Bandnamen wurde das klassische Design von Gerald Scarfe adaptiert, das dieser für The Wall (1979) entworfen hatte. Für die Single wurde der Schriftzug in den ukrainischen Nationalfarben eingefärbt.

## Musikvideo
Für das Musikvideo wurden die Musiker während der Aufnahmen in der Scheune von Mat Whitecross gefilmt. Das Video enthält zudem Szenen aus dem Kriegsgebiet und Ausschnitte aus Chlywnjuks Instagram-Video. Auf Masons Schlagzeug ist ein Bild der Künstlerin Marija Prymatschenko zu sehen, deren Werke zum Teil während des Angriffs zerstört wurden.

## Besetzung
- David Gilmour: Gitarre
- Nick Mason: Schlagzeug
- Guy Pratt: Bass
- Nitin Sawhney: Keyboards
- Andrij Chlywnjuk (BoomBox): Gesang

## Rezeption

### Rezensionen
Fraser Lewry von Classic Rock betonte, dass die Veröffentlichung unter dem Namen Pink Floyd für die Bürger in der Ukraine einen großen Unterschied machen könne und dass die Single daher für diese Menschen bedeutsamer sein könnte als die klassischen Alben The Dark Side of the Moon oder The Wall.

### Charts und Chartplatzierungen
| ChartsChartplatzierungen     | Höchstplatzierung | Wochen |
| ---------------------------- | ----------------- | ------ |
| Deutschland (GfK)            | 61 (2 Wo.)        | 2      |
| Schweiz (IFPI)               | 2 (1 Wo.)         | 1      |
| Vereinigtes Königreich (OCC) | 49 (1 Wo.)        | 1      |